# Upsilon Andromedae b
Upsilon Andromedae b, nomeado como Saffar, é um planeta extrassolar gasoso que a cada 4,62 dias orbita a estrela Upsilon Andromedae, uma estrela semelhante ao Sol que se encontra a cerca de 40 anos-luz da Terra. Descoberto em 1996, Upsilon Andromedae b é um planeta gigante com pelo menos 68,7% da massa de Júpiter, mas ao contrário deste localiza-se muito perto do seu sol e é o planeta mais interior do sistema planetário de Upsilon Andromedae.
Upsilon Andromedae b foi o primeiro planeta fora do sistema solar ao qual foi medida a temperatura diurna e nocturna. Usando o telescópio espacial Spitzer, os cientistas verificaram que Upsilon Andromedae b tem diferenças de temperaturas extremamente elevadas: na face virada para o seu sol atinge 1527 graus e na face oposta a temperatura é de 123 graus negativos.

## Descoberta
Assim como a maioria dos planetas extrassolares conhecidos, a existência de Upsilon Andromedae b ficou manifesta devido às variações na velocidade radial da sua estrela provocadas pela gravidade do planeta. As variações detectaram-se mediante uma delicada análise do efeito Doppler do espectro de Upsilon Andromedae. Em janeiro de 1997 foi anunciado a sua descoberta, além da de 55 Cancri b e do planeta que orbita Tau Boötis.
Como 51 Pegasi b, o primeiro planeta extrassolar descoberto orbitando uma estrela comum, Upsilon Andromedae b gira muito perto da sua estrela, até mesmo a uma distância muito mais próxima do que Mercúrio respeito do Sol. O planeta usa 4,617 dias em completar a sua órbita e conta com um semieixo maior de 0,0595 ua (9 milhões de quilômetros, equivalente a cerca de 100 vezes menor que a distância entre Júpiter e o Sol).
Uma limitação inerente ao método da velocidade radial empregue para detectar Upsilon Andromedae b é que unicamente pode ser achado o limite inferior da massa planetária; no caso de Upsilon Andromedae b, o seu limite inferior é de 68,7% a massa de Júpiter, embora a massa verdadeira pudesse ser muito maior, dependendo da inclinação orbital. Porém, os astrônomos descobriram recentemente que a inclinação do plano orbital é de >30° e que a massa verdadeira ronda entre 0,687 e 1,37 a massa de Júpiter. Não se supõe que exista coplanaridade, pois que a inclinação mútua entre c e d é de 35 graus.

## Características
Dada a sua grande massa planetária, é provável que Upsilon Andromedae b (assim como os outros duas planetas que formam o sistema planetário) seja um gigante gasoso sem superfície sólida. Devido a que o planeta somente pôde ser detectado em forma indireta, desconhecem-se características tais como o seu raio e composição.
O Telescópio Espacial Spitzer analisou a temperatura do planeta e encontrou que a diferença entre ambos os hemisférios de Upsilon Andromedae b é de cerca de 1400 graus Celsius, com variações dentre -20 a 230 graus e 1400 a 1.650 graus Celsius. A diferença enquanto a temperatura levou a especular que Upsilon Andromedae b tivesse a sua maré acoplada, com o mesmo hemisfério sempre para a Upsilon Andromedae A.

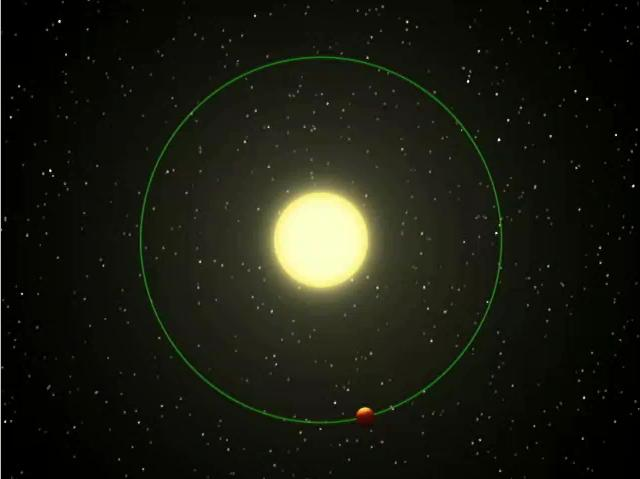
Órbita de Upsilon Andromedae b.

Trabalhando sobre o suposto de que o planeta seja similar a Júpiter quanto à sua composição e que o seu meio ambiente seja próximo do equilíbrio químico, o astrofísico David Sudarsky predisse que Upsilon Andromedae b contaria com nuvems de silicatos e ferro na camada superior da sua atmosfera. O teto de nuvens absorveria a radiação solar; entre este e o gás quente e a grande pressão que rodeia o manto, existe uma estratosfera de gases com temperaturas mais temperadas. Acredita-se que a camada exterior dessa nuvem escura, opaca e quente seria composta de óxido de titânio e vanádio (denominados "planetas pM"), embora ainda não possam ser descartados outros elementos como, por exemplo, as tolinas.
É pouco provável que o planeta possua luas de grande tamanho pois as forças de maré expulsá-las-iam da sua órbita ou destruí-las-iam em pouco tempo (tomando como escala comparativa a idade do sistema).
Planetpol considera que Upsilon Andromedae b (assim como 51 Pegasi b) é um firme candidato para o uso de imagens diretas.

## Efeitos sobre a sua estrela
Aparentemente, Upsilon Andromedae b seria responsável por um acréscimo na atividade cromosférica na sua estrela pai. As observações indicam que haveria um "ponto quente" no planeta de cerca de 169° sobre a base subplanetária. Isto poderia ser o resultado da interação dos campos magnéticos do planeta e da estrela. O mecanismo poderia ser similar ao causador da atividade das estrelas variáveis RS Canum Venaticorum, ou à interação existente entre Júpiter e a sua lua Io.